# نووآکتائو
نووآکتائو (انگلیسی: Novoaktau) یک شهرک در شهرستان بوزدیاکسکی باشقیرستان کشور روسیه است.